# Pseudomassaria corni
Pseudomassaria corni är en svampart som först beskrevs av James Sowerby, och fick sitt nu gällande namn av Arx 1952. Pseudomassaria corni ingår i släktet Pseudomassaria och familjen Hyponectriaceae.  Arten är reproducerande i Sverige. Inga underarter finns listade i Catalogue of Life.